# Kurt Knüpfer
Kurt Knüpfer (* 7. Juni 1913 in Rippien, Sachsen; † 4. März 2008 in Geseke, Westfalen) war ein deutscher Politiker der Nationaldemokratischen Partei Deutschlands (NPD).

## Leben und Werk
Nach der Volksschule besuchte Knüpfer die Technischen Lehranstalten in Dresden und erlernte das Elektrohandwerk.
Im Oktober 1927 wurde er Mitglied der Hitlerjugend (HJ). Im Jahr 1929 nahm er am Reichsparteitag der NSDAP in Nürnberg teil, zum 1. Mai 1930 trat er der Partei bei (Mitgliedsnummer 236.757).
Von Mitte 1932 bis Januar 1934 war er während der Weltwirtschaftskrise arbeitslos und betätigte sich in der elterlichen Gast- und Landwirtschaft. Als begeistertes Mitglied der Sturmabteilung (SA) mit Sympathien für eine „soziale Revolution“ besuchte Knüpfer im Herbst 1933 die SA-Führerschule in Königsbrück. Nach eigenen Angaben wurde er im Zuge des so genannten „Röhm-Putsches“ 1934 kurzzeitig auf der Burg Hohnstein inhaftiert. Trotzdem machte er danach in der SA Karriere und wurde 1935 SA-Sturmführer. In dieser Zeit trat er auch aus der evangelischen Kirche aus.
Vom Februar 1934 bis Frühjahr 1936 arbeitete er als Elektromonteur und war anschließend bis zur Einberufung zum Wehrdienst im Februar 1940 als Betriebsobmann im Elektrizitätswerk Dresden-Coschütz tätig. In der Zeit des Nationalsozialismus fungierte Knüpfer als Funktionär der „Deutschen Arbeitsfront“ (DAF).
Bis April 1946 dauerten sein Wehrdienst und die Gefangenschaft bzw. sein Aufenthalt im Internierungslager Moosburg. Nach seiner Entlassung aus der Kriegsgefangenschaft kehrte er nicht dauerhaft nach Dresden zurück, sondern ließ sich in Neuenhaus in der Grafschaft Bentheim an der niederländischen Grenze nieder. Von 1946 bis 1951 war Knüpfer in der Landwirtschaft beschäftigt. Ab Oktober 1951 war Knüpfer als Elektrovorarbeiter in der neu entstehenden Erdölindustrie tätig, in der viele Flüchtlinge und Vertriebene Arbeit fanden. Seit 1953 fungierte Knüpfer als Betriebsratsvorsitzender im Erdölbetrieb C. Deilmann GmbH. Er genoss aufgrund seines sozialen Engagements eine gewisse Beliebtheit in der Arbeiterschaft und wurde Funktionär der Industriegewerkschaft Bergbau.
Bei der Landtagswahl von 1955 kandidierte Knüpfer im Wahlkreis 89 (Meppen) als Spitzenkandidat der rechtsextremen Deutschen Reichspartei (DRP), die 3,2 % der Stimmen erreichte, wobei sie im großen emsländisch-katholischen Teil des Wahlkreises kaum Wähler fand, viele hingegen in der protestantischen Niedergrafschaft Bentheim, einer Hochburg dieser Partei auf Landesebene. 1957 fungierte Knüpfer als Kassenwart und Organisationsleiter im DRP-Kreisvorstand Grafschaft Bentheim. Ebenso trat er für die DRP 1961 erfolglos zur Kommunalwahl in Neuenhaus an. 1964 kandidierte er zur Grafschafter Kreistagswahl auf der Liste der „Niedersächsischen Wählergemeinschaft“ (NWG), zu der sich Reste der Deutschen Partei (DP), des Gesamtdeutschen Blocks/Bund der Heimatvertriebenen und Entrechteten (GB/BHE) und die Deutsche Reichspartei zusammengeschlossen hatten und die zwei Mandate erhielt. Er wurde für die rechte Wählervereinigung in den Neuenhauser Stadtrat gewählt.
Wie viele DRP-Wähler und -aktivisten ging Knüpfer in die 1964 gegründete Nationaldemokratische Partei Deutschlands (NPD), die als Auffangbecken aller rechten und rechtsextremen Parteien und Personen geplant war. Knüpfer war sogleich wieder im Kreisvorstand dieser Partei aktiv. Er wurde auf dem Gründungsparteitag in Hannover sogar in den Bundesvorstand gewählt und kandidierte auch 1967 für den Landtag. Über die Landesliste kam Knüpfer als Nachrücker für den verstorbenen Otto Hess am 28. August 1967 in den 6. Niedersächsischen Landtag, dem er bis zum Ablauf der Wahlperiode am 20. Juni 1970 angehörte. Seit 1968 engagierte sich das frisch gewählte Kreistagsmitglied im Vorstand des NPD-Landesverbandes Niedersachsen, wobei er vorher aus dem Bundesvorstand ausschied, und wurde Vorsitzender des NPD-Bundesausschusses für Sozialpolitik und Gewerkschaftsfragen.
Aufgrund seines steigenden Bekanntheitsgrades als NPD-Sozialpolitiker – so war Knüpfer sozialpolitischer Sprecher der niedersächsischen NPD-Landtagsfraktion – verdrängte ihn die IG Bergbau und Energie aus allen Gewerkschaftsfunktionen und schloss ihn schließlich aus. Trotzdem wurde er in seinem Großbetrieb weiterhin als Unabhängiger zum Betriebsratsvorsitzenden gewählt. Frühe Abwerbungsversuche der SPD und der CDU, die bei einigen seiner Grafschafter DRP-Parteifreunde erfolgreich waren, lehnte er entschieden ab. In den 1970er Jahren lehnte sich der Arbeitervertreter dem NPD-nahen „Deutschen Arbeitnehmer-Verband“ an.
Bis 1970 gehörte Knüpfer für die NPD dem Rat der Stadt Neuenhaus an, sodann bis 1972 dem Neuenhauser Ortsrat. Mit dem Niedergang der NPD schwanden auch seine Wahlchancen. Als Direktkandidat der NPD kam Knüpfer im Bentheimer Land zur Landtagswahl von 1970 nur noch auf 3,1 %. Seine erneute Bewerbung 1974 konnte nur noch 0,9 % der gültigen Stimmen erzielten. Allerdings gelangte der 1978 in Rente gegangene Sozialexperte 1981 erneut in den Neuenhauser Rat, wegen der Chancenlosigkeit der NPD diesmal jedoch allein aufgrund seines persönlichen Ansehens und als unabhängiger Bewerber. 1986 kandidierte Knüpfer aus Altersgründen nicht wieder.
Seit 1994 lebte Kurt Knüpfer, der geistig und körperlich zunehmend verfiel, als Pflegefall in einem Seniorenheim in Geseke-Eringerfeld, wo er 2008 starb. Seine Urne wurde in Neuenhaus beigesetzt.